# Attagenus maculatus
Attagenus maculatus là một loài bọ cánh cứng trong họ Dermestidae. Loài này được Kalík miêu tả khoa học năm 2006.